# Percy Radcliffe
Sir Percy Pollexfen de Blaquiere Radcliffe (9 febbraio 1874 – 9 febbraio 1934) è stato un generale britannico.

## Biografia
Percy Radcliffe entrò nella Royal Artillery nel 1893. Egli venne inquadrato quindi nella batteria 'G' della Royal Horse Artillery nella Seconda guerra boera tra il 1899 ed il 1900. Prestò servizio attivo durante la prima guerra mondiale sul Fronte occidentale. Quando William Robertson venne rimpiazzato come CIGS all'inizio del 1918 da Sir Henry Wilson, Radcliffe venne nominato Direttore delle Operazioni Militari del War Office. Egli rimpiazzò il Maggiore Generale Frederick Maurice. Radcliffe continuò come DMO dal 1918 al 1922. Egli venne nominato General Officer Commanding della 48th Division nel 1923, General Officer Commanding della 4th Division nel 1926 e General Officer Commanding-in-Chief dello Scottish Command nel 1930. La sua ultima nomina fu a General Officer Commanding-in-Chief del Southern Command dal 1933 sino alla sua morte, quando cadde da cavallo, nel 1934.